# Drum and bass
Drum and bass (também abreviado como D&B, DnB ou simplesmente d'n'b) é um estilo de música eletrônica que se originou a partir do old school jungle. Surgiu na metade dos anos 90 na Inglaterra. O gênero é caracterizado por batidas rápidas, próximas a 170 BPM.
O início do D&B remete ao fim dos anos 80. No decorrer de sua história, incorporou elementos de culturas musicais como o dancehall, electro, funk, hip-hop, house, jazz, metal, pop, reggae, rock, techno e trance.

## Origem do termo
O termo drum and bass, ou ainda drum n'bass, significa bateria e baixo em inglês.

## Cultura
Drum and bass é um estilo de música electrónica, surgido na Inglaterra no final dos anos 80, que se caracteriza por batidas rápidas próximas das 170 batidas por minuto. Esta designação deriva do inglês em que "drum" significa bateria e "bass" é baixo, uma vez que este estilo musical tem como principais elementos as batidas de bateria acústica e o som forte e grave do baixo, com influência de vários estilos musicais como o hip-hop, funk, rock, música jamaicana etc.
Originalmente, o drum and bass combinava reggae jamaicano e cultura sound system com o hip-hop estadunidense, música eletrônica da Grã-Bretanha e a cultura rave.
O drum and bass vem a se destacar na cultura mundial no começo dos anos 90, porém, nos guetos londrinos, algo conhecido como hardcore breakbeat já era conhecido.
O hardcore breakbeat é uma evolução do hip-hop com batidas quebradas, e o termo hardcore vem de rápido, acelerado, que nos dá a entender que o ritmo se destaca por batidas quebradas rápidas.
Após passar por várias influências, como a música jamaicana (consequência da aglomeração de imigrantes jamaicanos nesses guetos), ragga e dub, o hardcore breakbeat tomou um novo rumo, chamado Jungle. O Jungle, sonoramente falando, se trata dessas batidas do hardcore breakbeat, com fusões do ragga, dub, funk, e sons presentes na música jamaicana. A hipótese mais conhecida pelo aparecimento do nome jungle é a de que tal nome se refere justamente do gueto, ou seja, dos não civilizados. Dando um certo ar preconceituoso esse termo logo começou a causar problemas, as hipóteses para que o nome tenha virado drum and bass seriam de que, por o termo ser preconceituoso, as pessoas estavam querendo dar um nome ético ao ritmo, mudando-o para drum and bass. Já outra hipótese seria a de que, com as festas de jungle, o uso de crack e drogas estava aumentando, e com a violência que o próprio consumo estava causando, o termo jungle teria ficado "sujo", logo, os promoters dessas festas receberam a ideia de mudar o nome para algo que seria lógico ao ouvir a música, e logo assim, teria surgido o termo drum and bass.
Entretanto, o drum and bass se trata mesmo de uma evolução cultural e sonora do jungle, sendo a "nata" do jungle, ou seja, um som mais menos sincopado, misturando funk, hip-hop, house music, acid jazz, rock e até ritmos latinos na sua composição.
Quando falamos dessa cultura, nos referimos a algo bastante ligado à cultura urbana.
O drum and bass se destaca de outras vertentes da música eletrônica por ter batidas rápidas, acima de 160 BPM, pela variedade de ritmos que se podem fundir com ele, exemplo disto são várias produções de DJs brasileiros com cantores e artistas de bossa nova, dando origem ao drum and bossa.
O drum and bass está "escondido" na nossa cultura, se prestarmos atenção, iremos vê-lo como fundo de comerciais, documentários ou programas de TV, assim como feito com outras vertentes eletrônicas como o chill out e o dub.
Embora o jungle ser um som oriundo dos guetos londrinos, e ter mudado para o nome de drum´n´bass, em 2003 nos EUA um grupo de amantes do jungle e do ragga-jungle decidu criar um fórum (www.ragga-jungle.com) na internet que fez ressuscitar o gênero. Hoje ragga-jungle e jungle tem o seu próprio mercado e o seu nicho e as produções e festas ficaram mais centradas no cenário underground eletrônico americano, na Rússia, na Espanha, no Leste Europeu e é claro, na Inglaterra. Com isso, novos gêneros foram criados como: dubwise dnb, raggacore, full metal jungle, drumstep, ragga dubstep e jungle-tek, que é um jungle com batida 4x4.
E agora que se aproxima nova década, mais os ritmos se diluem. Surgiu o Future Jungle (ou denominado também de 140jungle ou jungle breaks) e faz uma mescla da rave dos anos 90, dubstep e breakbeat em cima do ritmo jungle, girando em torno de 140 a 150 bpm.
Dizem que jungle e drum´n´bass são gêneros diferentes hoje em dia, embora alguns noventistas insistem em dizer que são a mesma coisa. Discussão que vai se perder no tempo porque hoje com a nova geração de internautas e com a vastidão de informação e de gêneros e subgêneros musicais que despontam na rede.

## Glossário
Junglist - Junglist primeiramente era o nome dado a quem era da selva, do gueto, mas hoje é um termo para quem aprecia jungle, drum and bass, sem distinção de classe social, raça, nacionalidade, qualquer um que tenha amor ao jungle é um junglist.
Drumbeizero - um termo pouco conhecido, porém, é uma forma, mesmo estranha de se dizer, para quem aprecia o drum and bass, esse nome foi bastante "aportuguesado".
Big Up - Um cumprimento, uma forma de elogio, na verdade é um cumprimento de uma pessoa que goste do ritmo para outra.
Boooh! - Grito entusiasmado, dado pelo público ou MC da noite, quando após a entrada de uma faixa ela cause um grande impacto na pista, com ênfase em uma linha de baixo forte 'como um soco'.
Scratch - é o nome dado para o ato de fazer ruídos, com o vinil, ou seja, é uma forma de som que acontece quando se pressiona, gira, para ou faz peripécias com as mãos no vinil. O scratch não só está no drum and bass, mas vem do hip-hop, e está em vários gêneros. Para muitos, scratch é a forma perfeita de expressar arte e demonstrar suas habilidades como Disc-Jockey*, o famoso DJ. (*que por sua vez, ao pé da letra, significa "Jóquei dos Discos". Jóquei, além de ser o profissional que monta cavalos de corrida, também é uma gíria que revela alguém que opera específicos carros, máquinas, ou dispositivos).
VIP - Versão geralmente exclusiva de uma faixa. Ela é feita pelo próprio autor da música para amigos próximos ou apenas para si mesmo, surpreendendo a pista acostumada a ouvir a versão lançada de uma faixa de sucesso. Ocasionalmente a versão 'VIP' atinge tal sucesso que para não perder a oportunidade de vender discos o autor lança a faixa em um novo disco. Versões 'VIP' também podem ser releituras feitas pelo próprio autor de suas faixas muito antigas, dando uma roupagem moderna a ela para ser mais facilmente mixada com as novas tendências do estilo.
Dubplate - Acetato prensado por unidade. Leva-se um DAT, CD ou MD (ou qualquer outra mídia) e a gravação é transferida para uma prensa de vinil onde será confeccionado o dubplate que poderá ser cortado em 10 ou 12' (polegadas), peso aproximado de 400g. O disco deverá ser tocado por tempo limitado, pois como se trata de um acetato, processo anterior ao vinil, ele traz essa desvantagem. Geralmente, os dubplates são prensados para que os DJs 'testem' as músicas na pista antes de seu lançamento, sem ter que fazer uso de mídias digitais.
Rewind - Após um DJ mixar uma faixa que é muito popular e receber um retorno muito especial da pista de dança é comum ele parar o disco e girá-lo ao contrário rapidamente com as mãos, deixando que a faixa seja tocada do começo, especialmente quando a faixa possui uma introdução interessante ou diferente. O "Rewind" tem origens na raiz dos shows de reggae jamaicanos, onde o começo da música sempre é considerado o momento mais importante desta. Sendo assim, os músicos jamaicanos tinham tendência a repetir o início da mesma música várias vezes, o "glissando", com constantes aplausos da plateia. Esta cultura se manteve viva nos soundsystens jamaicanos e londrinos e se estendendo aos djs de drumnbass de hoje.

## Vertentes

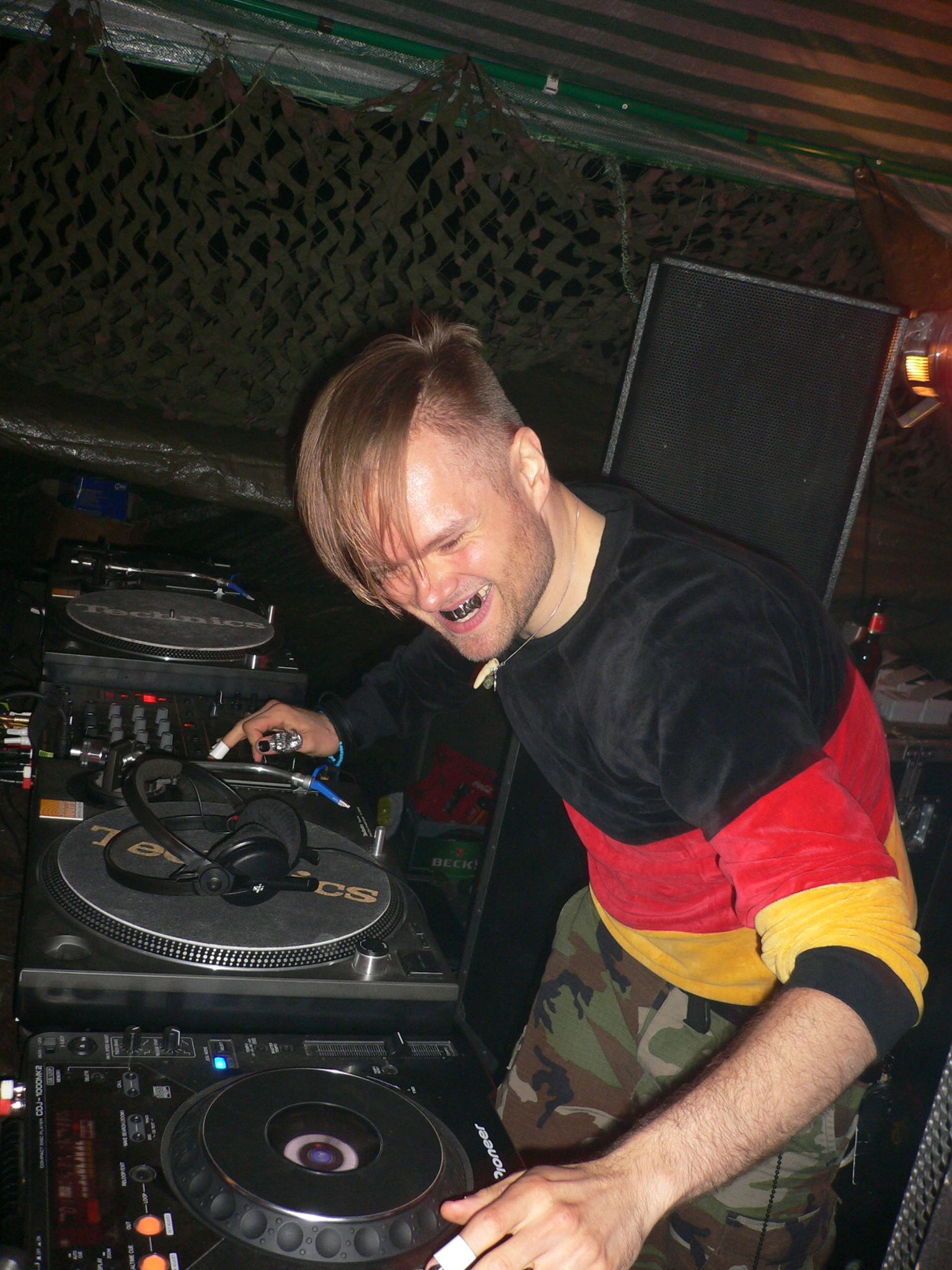
The Panacea no festival Rheinkulturem, em 2006.

Dentro desse estilo de música eletrônica ainda surgem vertentes que possuem características próprias que são expressas em elementos musicais como velocidade bpm ou arranjos característicos introduzidos em sua produção. Como exemplo o som feito pelo DJ Makoto, característico por ter elementos de jazz, como o saxofone, sendo classificado como Jazzstep.

### Drum and bossa
Ou sambass é um subgênero que mistura música eletrônica com as batidas sincopadas do drum and bass e bossa nova.
Tornou-se mais conhecido a partir de 2003 quando o grupo Kaleidoscópio conseguiu introduzir nas rádios canções de sucesso do gênero como "Tem que Valer" e "Você Me Apareceu". Outros artistas que lançaram trabalhos bem sucedidos no gênero são Fernanda Porto, Patrícia Marx, DJ Patife, DJ Marky, Bossacucanova, XRS Land, Marcelinho da Lua e Karla Sabah.

### Techstep
Também denominado de tech, esse sub-gênero surgiu por volta de 1995, partindo de selos como Emotif Records e Nu U Turn, onde deixava de lado os amen breaks clássicos do jungle privilegiando uma batida simples e seca, seguindo influências da sonoridade eletrônica mais clássica alemã. Timbres minimalistas e baixos distorcidos completavam o pacote. O estilo foi se moldando e dando origem a vários subgêneros que vieram a ocupar o seu espaço. Selos do estilo: No-U-Turn, Prototype, Emotif, Renegade Hardware. Embaixadores do tech-step: Nico, Ed Rush, DJ Trace, Fierce, Ryme Tyme, Dom & Roland, Future Forces.[carece de fontes?]

### Liquid funk
Vertente com objetivo de ter um groove que pode ser usado na pista ou para ouvir na sua casa. Exemplos: Calibre, Alix Perez, Lomax, Bcee, Mystific, London Electricity, Nu:Tone. Alguns selos (labels) são importantíssimos dentro desta vertente como por exemplo: Fokuz Recordings, DNBB Records, Liquid Drops, Soul Deep Recordings, Celsius Recordings entre outros.

### Neurofunk
Geralmente abreviado como neuro, esse subgênero representa o tech-step após 1997, que tinha seus beats funky, privilegiando mais a perfeição técnica de cada elemento do que a construção de beats mais ousados. Também a presença de synths com forte influência techno, tentando sempre desenhar médios com timbres futuristas e sombrios.

### Darkstep
Ou darkside é subgênero que combina elementos de Dark drum and bass com uptempos de breakbeats e ruídos ambientais (semelhantes aos característicos do Neurofunk). O Darkstep é geralmente composto de uma escala cromática. Samples de breakbeat quebrados e erraticamente cortados possuem um lugar de destaque. Darkstep vem do techstep, considerando que neurofunk possuí uma paisagem sonora de ficção científica e de produção limpa. Darkstep usa as tradicionais linhas de baixo da década de 1990 como o baixo Reese e paisagens sonoras, bem como preenchimentos de tambor distorcidos aleatórios e padrões distorcidos de bateria. São artistas relacionados: Noisia, The Panacea, Current Value, Limewax, Kryptic Minds & Leon Switch, Technical Itch, Evol Intent, Zardonic, Dom & Roland, EZ Rollers, Calyx, Front Line Assembly, Tre Technics.

### Hardstep
Vertente do Jungle caracterizada pela ênfase nos samples de vocais (especialmente femininos) sobre bases pesadas. Uma forma de jungle onde as batidas são predominantemente baseadas no Amen Break, mas os vocais evocam um aspecto soulful, nomeado por Grooverider na compilação Hardstep Selection Vol. 1

### Jazzstep
Subgênero resultante da mescla de elementos do drum and bass com jazz. Surgiu em 1995. Gênero que se caracteriza por conter elementos marcantes do Jazz, principalmente instrumentos de sopro, linhas de baixo marcantes no estilo 3/4 extraídas de instrumentos acústicos, linhas de metais e rhodes. Exemplos: Solid State e Sci-Clone. Tem como artistas: Roni Size, DJ Marky, XRS Land, 4hero, E-Z Rollers.

### Drumfunk
Subgênero com ritmos que variam do meio tempo à meia oitava. Tem como principal influência o funk norte-americano. O termo tem sua origem em uma faixa do DJ Paradox e lançada pelo selo Reinforced. No Brasil o gênero ainda não tem seus produtores. Tem como artistas: Paradox, Subject 13, Macc, Fanu, Seba, 2D33P, Nucleus, Nebula, Equinox, B-Key, Reactiv, Ibunshi, Dub One, Nolige, Technical Itch, Kodama, Rainforest, Social Engineer, Greenleaf, Terminus, Paluca, DgoHn. Tem como selos: Reinforced, Paradox Music, Esoteric, Outsider, Vibez, 13 Music, Subtle Audio, Lightless Recordings.

### Jump-up
Tipo de música eletrônica, derivado do drum and bass. Tem como principais artistas: DJ Hype, Micky Finn, Logan D, DJ Hazard, Jaydan, Tyke, Original Sin/Generation Dub/Double Zero/Killa Hurt, DJ Pleasure, Taxman, Jayline, Capital J, Erb N Dub, Yellow Bastard, Pleasure, Bass Brothers, Jayline, Majistrate, Levela, Turno, Hizzleguy, Klip & Outlaw.[carece de fontes?]

### Atmospheric
Subgênero caracterizado por conter elementos (vocais, samples) derivados da IDM Soul e do Jazz, tendo como objetivo criar uma atmosférica mais amena e profunda sem, contudo, perder a textura das batidas de drum and bass ou jungle. Quando o Atmospheric surgiu, principalmente com o Bukem, usava-se muito Amen Break. Nessa época, a imprensa rotulou esse estilo de Intelligent Jungle. Exemplos: LTJ Bukem, Nookie, Big Bud, Blur Mar Ten, Intense.